# Anabasis cretacea
Anabasis cretacea Pall. – gatunek rośliny z rodziny szarłatowatych (Amaranthaceae Juss.). Występuje naturalnie w Azji Środkowej, Rosji (południowo-wschodnie krańce europejskiej części kraju oraz południowo-zachodnia Syberia) i zachodnich Chinach (w północnej części regionu autonomicznego Sinciang). 

## Morfologia
PokrójBylina dorastająca do 5–15 cm wysokości. Pędy są omszone.
LiściePrzybierają formę łusek. Mierzą 1–2 mm długości. Blaszka liściowa jest o tępym wierzchołku.
KwiatyPojedyncze, rozwijają się w kątach pędów. Działki kielicha mają eliptyczny kształt.
OwoceNiełupki przybierające kształt pęcherzy, przez co sprawiają wrażenie jakby były napompowane. Mają niemal kulisty kształt i barwę od żółtopomarańczowej do ciemnoczerwonej, osiągają 2 mm długości, otoczone są przez 3 działki kielicha ze skrzydełkiem o różowej barwie.

## Biologia i ekologia
Rośnie na pustyniach i skarpach. Kwitnie od sierpnia do października.